# Maria Rydqvist
Anna Maria Sofia Rydqvist, född 22 mars 1983 i Smålandsstenar i Gislaveds kommun, är en svensk längdskidåkare som tävlar för Älvdalens IF. I VM 2015 kom hon på fjärde plats i 10 kilometer fri stil och åkte tredje sträckan i det svenska stafettlag som vann silver på 4 x 5 km. Rydqvist fick sitt första barn i juli 2010 och i VM 2011 kom hon sexa i jaktstarten. Rydqvist vann SM-guld i 15 respektive 30 km från 2006 och 15 km från 2008. 

## Utmärkelser
- Sixten Jernbergpriset (2006)